# Mečíř
Mečíř (deutsch Meczirz, auch Metschirsch) ist ein Ortsteil der Gemeinde Křinec in Tschechien. Er liegt zehn Kilometer nördlich von Nymburk und gehört zum Okres Nymburk.

## Geographie
Mečíř befindet sich rechtsseitig der Křinecká Blatnice auf der Ostböhmischen Tafel. Östlich erhebt sich der Hügel Chotuc (253 m) und im Südwesten die Homolka (216 m).
Nachbarorte sind Sovenice im Norden, Bošín im Nordosten, Křinec im Osten, Podchotoucký Mlýn und Chaloupky im Südosten, Hrubý Jeseník im Süden, Jíkev im Südwesten sowie  Studečky und Mcely im Nordwesten.

## Geschichte
Die erste schriftliche Erwähnung von Mecziers erfolgte im Jahre 1323. Neben dem Hof, der Sitz des Vladikengeschlechtes von Mečieř war, gehörten ab 1505 große Teile der an der Landesstraße von Prag nach Polen gelegenen Ansiedlung dem Prager Bürger Jan Žícov, der sie dem Laudov-Kolleg der Karls-Universität vermachte. Der Name der Ansiedlung leitete sich von einem Schwertschmied her, der das im Riesengebirge gewonnenen Eisen verarbeitete.
Die zum Hof gehörigen Anteile erwarb vor 1510 Jiří Křinecký von Ronov von den Čelákov von Mečíř und schlug sie der Herrschaft Kunstberg zu. Von 1556 bis zu dessen Tode im Jahre 1558 besaß Jan d. J. Křinecký einen Anteil von Mečíř. Bohuslav Křinecký auf Dětenice überließ 1597 die herrschaftlichen Anteile seinem Vetter Albrecht Křinecký, der sie an die Herrschaft Ronow anschloss.
Zusammen mit der Herrschaft Kunstberg erwarb Paul Graf Morzin 1650 auch einen Teil von Mečíř. 1654 kaufte Morzin auch die restlichen Teile von Mečíř auf. In der Zeit nach dem Dreißigjährigen Krieg erlosch die Schwertschmiede. Bis 1724 gehörte das gesamte Dorf zur Herrschaft Křinec, danach kam eine Hälfte von Mečíř zur Herrschaft Ronow.
Nach der Aufhebung der Patrimonialherrschaften bildete Mečíř ab 1850 eine Gemeinde im Bezirk Poděbrady und kam 1934 zum Okres Nymburk. 1899 entstand eine schmalspurige Rübenbahn, die von Mečíř zur Zuckerfabrik Vlkava führte. Am 8. September 1929 ging auf den Blatowiesen nordwestlich des Dorfes ein bemannter amerikanischer Ballon nieder. Die nach dem Hochwasser von 1926 begonnene Regulierung der Blatnice wurde 1936 abgeschlossen. Im Laufe des 20. Jahrhunderts wurden sämtliche Häuser umgestaltet, so dass der ursprüngliche Charakter des Dorfes verloren ging. 1980 erfolgte die Eingemeindung nach Křinec. 1991 hatte der Ort 85 Einwohner. Im Jahre 2001 bestand das Dorf aus 45 Wohnhäusern, in denen 77 Menschen lebten.

## Sehenswürdigkeiten
- gemauerter Glockenturm, errichtet 1922 anstelle eines hölzernen Vorgängerbaus
- Naturreservat Chotuc
- Kirche der hl. Dreifaltigkeit auf dem Chotuc; die erste Kirche auf dem Chotuc wurde an Stelle einer heidnischen Kultstätte errichtet. Der heutige Bau stammt aus dem Jahre 1357 und wurde im 19. Jahrhundert barock umgestaltet